# 姫路市立山田小学校
姫路市立山田小学校（ひめじしりつ やまだしょうがっこう）は、兵庫県姫路市山田町北山田に所在する公立小学校。

## 沿革
- 1873年（明治6年） - 山田村を3学区に分け、小学校を創設。
- 1958年（昭和33年） - 姫路市立山田小学校と改称[1]。

## 通学区域
- 山田町牧野、山田町西山田、山田町南山田、山田町北山田、山田町多田[2]

※卒業後は基本的に姫路市立神南中学校に進学する。

## 通学区域が隣接している学校
- 姫路市立船津小学校
- 姫路市立豊富小中学校
- 加西市立賀茂小学校
- 福崎町立八千種小学校